# Кайдаловка (посёлок)
Кайда́ловка — посёлок в Томском районе Томской области России. Входит в состав Зоркальцевского сельского поселения. Население 399 чел. (2021) .

## География
Находится у границы города Томска (его микрорайонов: Снегири, Владыкино, Водозабор).

## История
В соответствии с Законом Томской области от 12 ноября 2004 года № 241-ОЗ посёлок вошёл в муниципальное образование Зоркальцевское сельское поселение.

## Население
| 2002 | 2008 | 2009 | 2010 | 2011 | 2012 | 2013 | 2014 | 2015 |
| ---- | ---- | ---- | ---- | ---- | ---- | ---- | ---- | ---- |
| 10   | ↘9   | →9   | ↗18  | →18  | →18  | →18  | ↗37  | ↗49  |
| 2021 |      |      |      |      |      |      |      |      |
| ↗399 |      |      |      |      |      |      |      |      |

## Инфраструктура
Водозабор из подземных источников города Томска.

## Транспорт
Проходит Шегарский тракт (Северный широтный коридор).
Остановки маршрутных автобусов: Водозабор, Кайдаловка.